# Vulnérabilité au changement climatique
La vulnérabilité au changement climatique (ou vulnérabilité climatique ou vulnérabilité au risque climatique) est une évaluation de la vulnérabilité au réchauffement climatique utilisée pour des processus tels que l'adaptation au réchauffement climatique, les évaluations du risque climatique ou pour déterminer une justice climatique. La vulnérabilité climatique peut inclure une grande variété de significations, de situations et de contextes différents mais elle est un concept central dans la recherche universitaire depuis 2005. Le concept a été défini dans le troisième rapport du GIEC comme « le degré auquel un système est sensible et incapable de faire face aux effets néfastes du réchauffement climatique, y compris dans la variabilité et les extrêmes climatiques ». Son évaluation se base sur trois critères :
1. niveau d'exposition aux risques (quels aléas vont frapper quels territoires (ex. : littoraux)[3],[4], quand et à quel rythme) ;
2. degré de sensibilité des écosystèmes (réaction des milieux et des espèces aux forçages climatiques) ;
3. capacités d'adaptation sociétale (facteurs d’influence, modification des comportements, capacité d’anticipation, résilience).

La vulnérabilité est souvent subdivisée en deux catégories principales, la vulnérabilité économique, basée sur des facteurs socio-économiques, et la vulnérabilité biogéographique. Conformément à l'approche systémique de la vulnérabilité du Groupe d'experts international sur l'évolution du climat (GIEC), la plupart des études utilisent la vulnérabilité climatique pour décrire les communautés, les systèmes économiques ou les géographies. 
Cependant, les impacts généralisés et croissants du réchauffement climatique ont conduit à l'utilisation de la « vulnérabilité climatique » pour décrire des préoccupations moins systémiques, touchant la santé individuelle, des situations particulières ou d'autres applications au-delà des systèmes impactés, telles que la vulnérabilité d'espèces animales. Il existe plusieurs organisations et outils utilisés par la communauté internationale et les scientifiques pour évaluer la vulnérabilité climatique.

## Types
Ce qui constitue exactement une communauté vulnérable est encore ouvert au débat. Le GIEC a défini la vulnérabilité à l'aide de trois caractéristiques : la « capacité d'adaptation, la sensibilité et l'exposition » aux effets du réchauffement climatique. La capacité d'adaptation fait référence à la capacité d'une communauté à créer une infrastructure de résilience, tandis que les éléments de sensibilité et d'exposition sont tous deux liés à des éléments économiques et géographiques qui varient considérablement d'une communauté à l'autre. Il existe cependant de nombreux points communs entre les communautés vulnérables.
La vulnérabilité peut être principalement divisée en deux grandes catégories, la vulnérabilité économique, basée sur des facteurs socio-économiques, et la vulnérabilité géographique. Ni l'un ni l'autre ne s'excluent mutuellement.

### Vulnérabilité économique

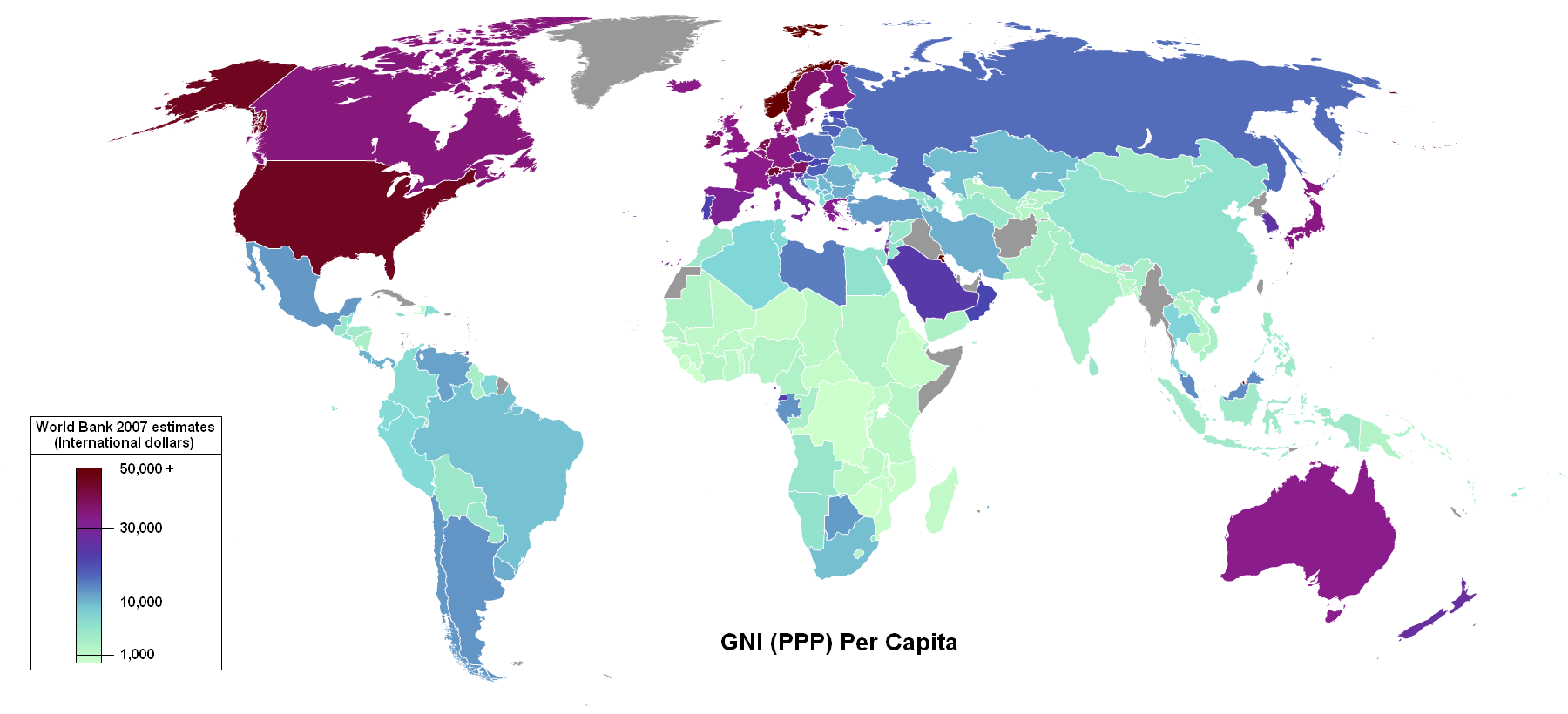
Revenu national brut mondial par habitant.

À son niveau de base, une communauté qui est économiquement vulnérable est une communauté qui est mal préparée aux effets du réchauffement climatique parce qu'elle n'a pas les ressources financières nécessaires. La préparation d'une société résiliente au réchauffement climatique nécessitera d'énormes[Combien ?] investissements dans les infrastructures, la planification urbaine, l'ingénierie des sources d'énergie durables et les systèmes d'alerte. D'un point de vue mondial, il est plus probable que les personnes vivant dans la pauvreté ou en dessous soient les plus touchées par le réchauffement climatique et soient donc les plus vulnérables, car elles auront le moins de ressources à investir dans des infrastructures de résilience et dans la reconstruction nécessaire après des catastrophes naturelles rendues plus fréquentes par le réchauffement.

### Vulnérabilité biogéographique
Une deuxième définition de la vulnérabilité concerne la vulnérabilité biogéographique. Les endroits les plus vulnérables géographiquement au réchauffement climatique sont ceux qui seront les plus touchés par des conséquences naturelles, tels que l'élévation du niveau de la mer et par des réchauffements spectaculaires dans les services écosystémiques, y compris certains affectant l'accès à la nourriture.
Les nations insulaires sont généralement considérées comme plus vulnérables, mais toutes les communautés vivant d'une économie de subsistance sont également plus à risque.

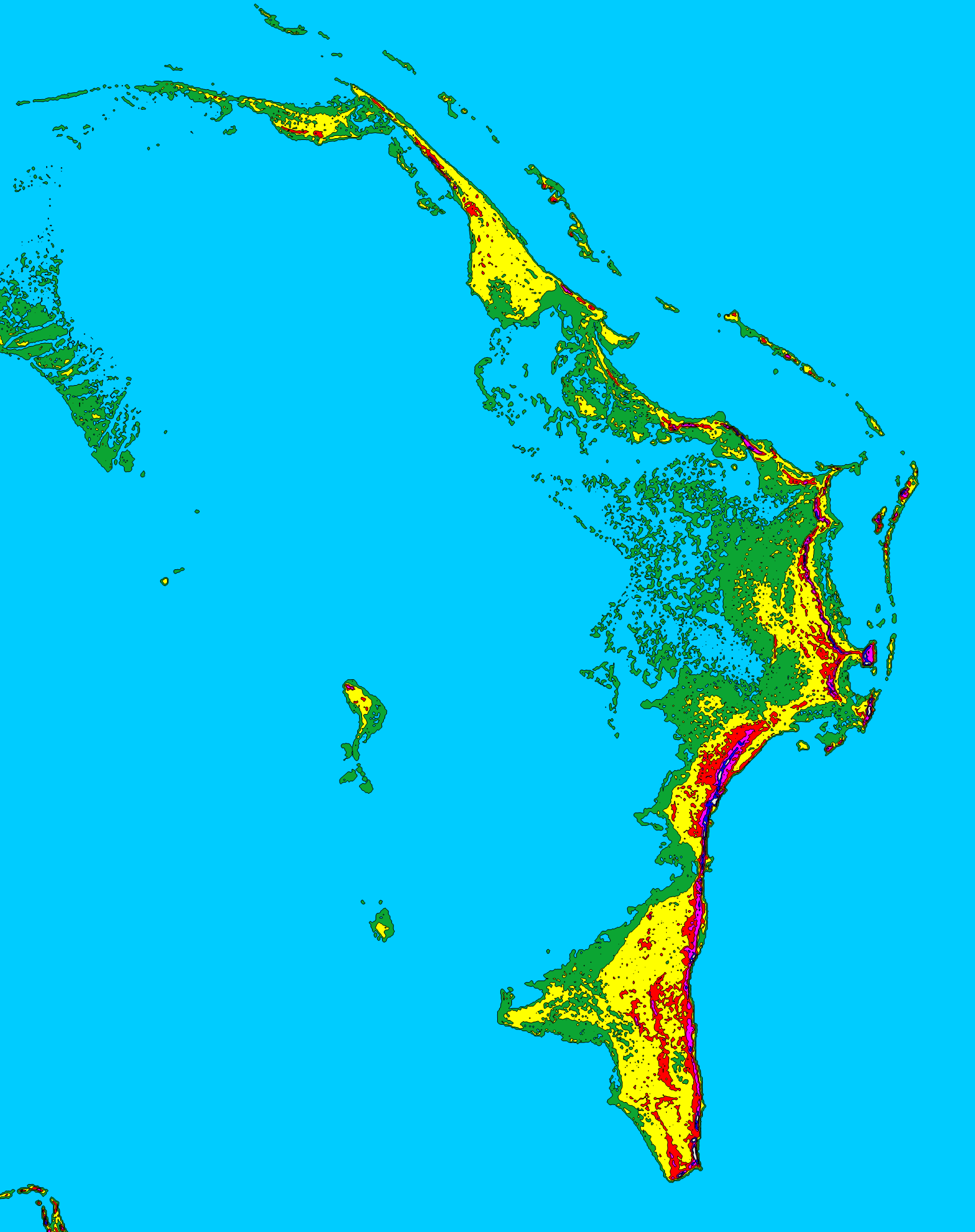
Carte topographique des îles Abaco dans le nord des Bahamas - Un exemple d'une communauté insulaire à faible altitude susceptible d'être touchée par l'élévation du niveau de la mer associée au réchauffement climatique (les couleurs indiquent l'altitude).

Les communautés vulnérables peuvent présenter une ou plusieurs de ces caractéristiques :
- insécurité alimentaire ;
- rareté de l'eau ;
- écosystème ou agrosystème fragile ;
- dépendance au poisson ;
- petite communauté insulaire.

La fréquence et la gravité accrues des événements climatiques affectent de manière disproportionnée les femmes, les communautés rurales, arides et insulaires. Cela conduit à des changements plus drastiques dans leurs modes de vie et les oblige à s'adapter à ce changement. Il devient de plus en plus important pour les agences locales et gouvernementales de créer des stratégies pour réagir au changement et adapter les infrastructures pour répondre aux besoins des personnes touchées. Diverses organisations travaillent à créer des plans d'adaptation, d'atténuation et de résilience qui aideront les communautés rurales et à risque du monde entier qui dépendent des ressources de la terre pour survivre.

## Différences par région ou secteur
La vulnérabilité est souvent définie dans le contexte de l'adaptation au climat. Le GIEC (2007a) a défini l'adaptation comme « [les initiatives] et les mesures visant à réduire la vulnérabilité des systèmes naturels et humains aux effets réels ou attendus du réchauffement climatique » (p. 76). La vulnérabilité a été définie comme « le degré auquel un système est sensible et incapable de faire face aux effets néfastes du réchauffement climatique, y compris dans la variabilité et les extrêmes climatiques » (p. 89). Certaines communautés ou systèmes sont mieux préparés à l'adaptation en partie à cause de leurs vulnérabilités historiques.

### Régions
Les chercheurs ont conclu en 2001 que les pays en développement seraient plus vulnérables au réchauffement climatique que les pays développés et que peu d'entre eux auraient la capacité de s'adapter efficacement.
- Afrique : Les principaux secteurs économiques de l'Afrique ont déjà été vulnérables à la variabilité climatique observée[13]. L'élévation prévue du niveau de la mer devrait augmenter la vulnérabilité socio-économique des villes côtières africaines.
- Asie : Le réchauffement climatique devrait entraîner la dégradation du pergélisol en Asie boréale, aggraver la vulnérabilité des secteurs tributaires du climat et affecter l'économie de la région[14].
- Australie et Nouvelle-Zélande : En Australie et en Nouvelle-Zélande, la plupart des systèmes humains ont une capacité d'adaptation considérable. Cependant, certaines communautés autochtones sont jugées comme ayant une faible capacité d'adaptation[15].
- Europe : Le potentiel d'adaptation des systèmes socio-économiques en Europe est relativement élevé du fait du PNB élevé de l'Europe, de sa croissance stable, de sa population stable et de systèmes de soutien politique, institutionnel et technologique bien développés[16].
- Amérique latine : La capacité d'adaptation des systèmes socio-économiques en Amérique latine est très faible, notamment en ce qui concerne les événements météorologiques extrêmes[17].
- Régions polaires : Une étude en 2001 a conclu que dans l'Antarctique et l'Arctique, ou glace et/où pergélisol fondent, les systèmes socio-économiques et écologiques sont particulièrement vulnérables au réchauffement climatique[18].
- Petites îles : Les petites îles sont particulièrement vulnérables au réchauffement climatique du fait de leur faible capacité d'adaptation et des coûts d'adaptation élevés par rapport à leur PIB[19].

### Systèmes et secteurs
- Côtes et zones de faible altitude : Les pays en développement ne disposent pas des ressources financières nécessaires pour reloger ceux qui vivent dans les zones côtières de faible altitude, ce qui les rend plus vulnérables au réchauffement climatique que les pays développés[20]. Sur les côtes vulnérables, les coûts d'adaptation au réchauffement climatique sont inférieurs aux coûts potentiels des dommages[21].
- Industrie, habitat et société :
  - A l'échelle d'une grande nation ou région, du moins dans la plupart des économies industrialisées, la valeur économique des secteurs à faible vulnérabilité au réchauffement climatique dépasse largement celle des secteurs à forte vulnérabilité[22]. De plus, la capacité d'une économie vaste et complexe à absorber les impacts liés au climat est souvent considérable. Par conséquent, les estimations des dommages globaux du réchauffement climatique – sans tenir compte d'un éventuel changement brutal – sont souvent assez faibles en pourcentage de la production économique. D'un autre côté, à plus petite échelle, par exemple pour un petit pays, les secteurs et les sociétés peuvent être très vulnérables au réchauffement climatique et les impacts pourraient donc représenter des dommages très graves.
  - La vulnérabilité au réchauffement climatique dépend considérablement de contextes géographiques, sectoriels et sociaux spécifiques. Ces vulnérabilités ne sont pas estimées de manière fiable par une modélisation agrégée à grande échelle[23].

## Impacts sur les groupes défavorisés

### Disparités socio-économiques
Le réchauffement climatique et la pauvreté sont profondément liés car le Réchauffement climatique affecte de manière disproportionnée les pauvres des communautés à faible revenu et des pays en développement du monde entier. Les personnes en situation de pauvreté ont plus de chances de subir les effets néfastes du réchauffement climatique en raison de leur exposition et de leur vulnérabilité accrues.
Le réchauffement climatique influence fortement la santé, l'économie et les droits de l'homme, ce qui affecte les inégalités environnementales. Le quatrième rapport national d'évaluation du climat du Groupe d'experts intergouvernemental sur l'évolution du climat (GIEC) a révélé que les personnes et les communautés à faible revenu sont plus exposées aux risques environnementaux et à la pollution et ont plus de mal à se remettre des effets du réchauffement climatique, par exemple après des catastrophes naturelles. Selon le Programme des Nations unies pour le développement, les pays en développement subissent 99 % des pertes attribuables au réchauffement climatique.

### Peuples indigènes
Le réchauffement climatique a un impact disproportionné sur les peuples autochtones du monde entier, en particulier en ce qui concerne la santé, l'environnement et les communautés. Certains spécialistes autochtones du réchauffement climatique soutiennent que ces impacts sont liés à des formes actuelles de colonialisme. Les peuples autochtones du monde entier disposent de stratégies et de connaissances traditionnelles qui peuvent être bénéfiques pour l'adaptation de leur propre communauté en tant qu'expression de l'autodétermination ainsi qu'à celle des communautés non autochtones.
La majorité de la biodiversité mondiale se trouve dans les territoires autochtones. Il y a plus de 370 millions d'autochtones  dans plus de 90 pays. Environ 22 % des terres de la planète sont des territoires autochtones, ce chiffre variant légèrement selon la définition de l'indigénéité et de l'utilisation des terres. Les peuples autochtones jouent un rôle crucial en tant que principaux gardiens du savoir au sein de leurs communautés. Ces connaissances incluent celles qui concernent le maintien des systèmes socio-écologiques. La Déclaration des Nations Unies sur les droits des peuples autochtones reconnaît que les peuples autochtones ont des connaissances, des pratiques traditionnelles et des coutumes culturelles spécifiques qui peuvent contribuer à la gestion appropriée et durable des ressources écologiques.

### Genre
Les effets du changement climatique ne sont pas identiques pour les femmes et pour les hommes. Cela ne résulte pas des différences biologiques dues au sexe, mais de la construction sociale des rôles et des relations de genre, qui affectent leurs comportements socialement acceptés. Des différences liées au genre ont également été identifiées en ce qui concerne la sensibilisation, le lien de causalité et la réponse au changement climatique, et de nombreux pays ont élaboré et mis en œuvre des stratégies et des plans d'action fondés sur le genre.

## Outils
La vulnérabilité climatique peut être analysée ou évaluée à l'aide d'un certain nombre de processus ou d'outils utilisés par la communauté internationale et les scientifiques. Vous en trouverez ci-dessous plusieurs.

### Évaluations
Des évaluations de la vulnérabilité sont effectuées afin de voir où et comment les communautés locales ou les systèmes seront vulnérables au réchauffement climatique. Ces types de rapports peuvent varier considérablement dans leur portée et leur échelle. Par exemple la Banque mondiale et le Ministère de l'Economie des Fidji ont commandé un rapport pour l'ensemble du pays en 2017-18  tandis que la ville de l'état de New York, Rochester a commandé un autre rapport en 2018. La NOAA Fisheries a commandé une évaluation de la vulnérabilité climatique des pêcheurs aux États-Unis.

#### Évaluation de la vulnérabilité dans les pays du sud
Dans les pays du Sud, l'évaluation de la vulnérabilité est généralement développée au cours du processus de préparation des plans locaux d'adaptation au réchauffement climatique ou des plans de développement durable. La vulnérabilité est constatée à l'échelle d'un arrondissement urbain ou d'un quartier. La vulnérabilité est également un déterminant du risque et est par conséquent évaluée chaque fois qu'une évaluation des risques est requise. Dans ces cas, la vulnérabilité est exprimée par un indice, composé d'indicateurs. Les informations qui permettent de mesurer les indicateurs de base sont déjà disponibles dans les statistiques et les cartes thématiques, ou sont collectées par le biais d'entretiens. Ce dernier cas est utilisé sur des zones territoriales très limitées (une ville, une commune, les collectivités d'un quartier). Il s'agit donc d'une évaluation ponctuelle visant un événement précis : un projet, un plan.
Par exemple, la Deutsche Gesellschaft für Internationale Zusammenarbeit (GIZ) et le ministère de l'Environnement, des Forêts et du Changement climatique (MoEF&CC) en Inde ont publié un cadre d'évaluation de la vulnérabilité des communautés en Inde.

### Index

#### Monitorer la vulnérabilité climatique
Le Climate Vulnerability Monitor ( CVM ) est une évaluation mondiale indépendante des enjeux du réchauffement climatique sur les populations mondiales. Le CVM a été lancé en décembre 2010 à Londres et à Cancun pour coïncider avec le Sommet de Cancun des Nations unies sur le changement climatique (COP-16).
Le rapport explique comment et où les populations sont affectées par le réchauffement climatique aujourd'hui (2010) et dans un avenir proche (2030), tout en soulignant les actions clés pouvant réduire ces impacts.

#### Indices de vulnérabilité climatique
L'Université James Cook produit un indice de vulnérabilité pour les sites culturels, naturels et mixtes du patrimoine mondial.
La Fondation pour les études et recherches sur le développement international (la Ferdi) a conçut un indicateur de vulnérabilité physique au changement climatique (PVCCI pour Physical Vulnerability to Climate Change Index) établi sur des données passées et estimant des projections vers le futur.

### Cartographie
Une revue systématique publiée en 2019 a identifié 84 études axées sur l'utilisation de la cartographie pour communiquer et analyser la vulnérabilité climatique.

### Anticipation et suivi des vulnérabilités
L'anticipation et le suivi de la vulnérabilité climatique identifient les informations pertinentes, de préférence disponibles en accès libre, produites par des organismes étatiques ou internationaux, à l'échelle d'intérêt (territoriale, mais aussi temporelle). 

#### Études de vulnérabilité
Une « étude de vulnérabilité » synthétise et complète ce travail en comblant, dans la mesure du possible, les lacunes de connaissance. Cette étude doit permettre de mieux évaluer les impacts potentiels du changement climatique sur les territoires, les infrastructures, les écosystèmes et leurs trames écologiques, ainsi que sur la santé environnementale et les activités humaines, pour mieux contrer les impacts négatifs, et/ou s'y adapter.

#### Trajectoire climatique de référence
En France, à partir de 2025, ces études devront intégrer la nouvelle « Trajectoire de référence de réchauffement pour l’adaptation au changement climatique » (Tracc) (+4°C en 2100), qui aidera à faire des projections climatiques cohérentes, basées sur des indicateurs et étapes temporelles harmonisés, pour permettre des analyses plus homogènes des risques et dangers, tout en permettant de mieux anticiper les enjeux locaux et sectoriels.
Cette TRACC permet en effet de mieux comparer les diagnostics de vulnérabilité des territoires, et donc, potentiellement, de mieux articuler leurs politiques, méthodes et moyens d'adaptation au réchauffement climatique. Sur cette base commune aux différentes plans et programme, la TRACC doit harmoniser les stratégies d’adaptation et la cohérence nationale des actions locales et régionales. Elle contribue également à la massification des processus d’adaptation en structurant les méthodes et en facilitant leur diffusion auprès des acteurs concernés.

#### Communication et suivi
Ensuite, un effort supplémentaire de vulgarisation, de mise à jour, et de mise à disposition pour tous de l'information sur la vulnérabilité est nécessaire. 
Le suivi des vulnérabilités a de nombreuses applications. Il constitue un indicateur pour le suivi et l'évaluation des programmes et projets de résilience et d'adaptation au réchauffement climatique. Le suivi de la vulnérabilité est également un outil d'aide à la décision dans les politiques publiques et privées d'adaptation locales, régionales, nationales et internationales.

## Relations internationales
Parce que la vulnérabilité climatique affecte de manière disproportionnée les pays moins développés, la vulnérabilité climatique est devenue un outil important dans les négociations internationales sur l'adaptation au réchauffement climatique, la finance verte et d'autres activités d'élaboration de politiques internationales.

### Forum sur la vulnérabilité climatique
Le Climate Vulnerable Forum ( CVF ) est un partenariat mondial de pays touchés de manière disproportionnée par les conséquences du réchauffement climatique en raison de vulnérabilités socio-économiques et environnementales accrues. Ils s’appuient sur ce statut pour les négociations internationales.
Le CVF a été créé pour accroître la responsabilité des pays industrialisés face aux conséquences du réchauffement climatique mondial et exercer une pression supplémentaire pour que des mesures soient prises pour relever le défi, ce qui inclut une action locale des pays considérés comme sensibles. Les gouvernements qui ont fondé le CVF acceptent des engagements nationaux pour poursuivre un développement sobre en carbone et la neutralité carbone.